# Palaeococcus ferrophilus
A Palaeococcus ferrophilus a Thermococcaceae családba tartozó barofil, hipertermofil Archaea faj. Az archeák – ősbaktériumok – egysejtű, sejtmag nélküli prokarióta szervezetek. Mélytengeri hidrotermális kürtők kéményeiben él. Sejtjei szabálytalan kokkusz alakúak, és mozgékonyak mivel több poláris ostoruk van.

## Fordítás
- Ez a szócikk részben vagy egészben  a   Palaeococcus ferrophilus című angol Wikipédia-szócikk ezen változatának fordításán alapul.  Az eredeti cikk szerkesztőit annak laptörténete sorolja fel. Ez a jelzés csupán a megfogalmazás eredetét és a szerzői jogokat jelzi, nem szolgál a cikkben szereplő információk forrásmegjelöléseként.